# If Only You
If Only You (с англ. — «Если только ты») — третий сингл с альбома «Heart Beats» популярного шведского исполнителя Дэнни Сауседо.

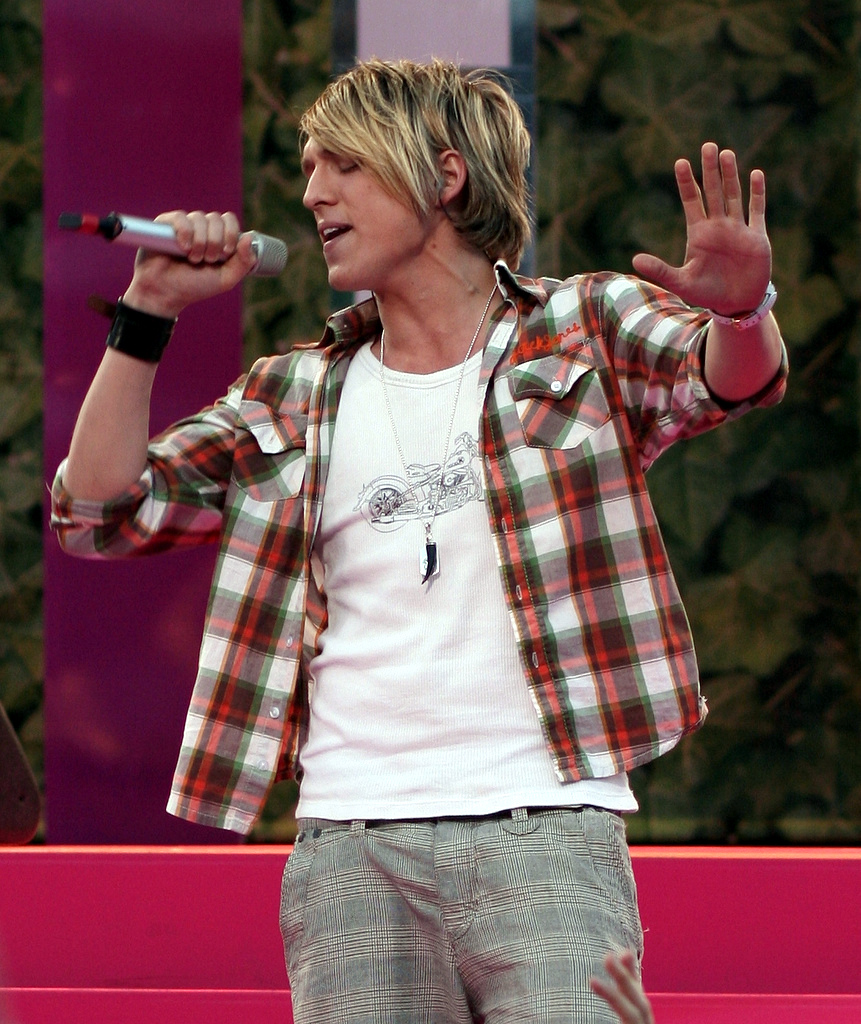
Выступление на конкурсе «Sommarkrysset»

Наиболее распространённая версия сингла — в исполнении Дэнни и шведской певицы Терезы Гранквист. Этот вариант впервые был исполнен 8 августа 2007 года на шведском музыкальном конкурсе «Sommarkrysset» 2007 и транслировался по телеканалу TV4.
Песня стала настоящим хитом 2008 года. Она добралась до третьего места в национальном чарте Швеции и в российском чарте ТопХит, до первого места в российском чарте ЕвроХит Топ40 и до четырнадцатого в Польше.

## Версии
- Radio Version — 3:31
- Original Version — 3:29
- Solo Version — 3:29
- Long Version — 4:16